# Autoba alabastrata
Autoba alabastrata là một loài bướm đêm trong họ Erebidae.